# Csapod
Csapod – wieś i gmina w północno-zachodniej części Węgier, w pobliżu miasta Sopron.
Miejscowość leży na obszarze Małej Niziny Węgierskiej, w pobliżu granicy austriackiej. Administracyjnie należy do powiatu Sopron-Fertőd, wchodzącego w skład komitatu Győr-Moson-Sopron.
Gmina Csapod liczy 572 mieszkańców (2001 r.) i zajmuje obszar 29,19 km².
We wsi znajduje się kościół rzymskokatolicki.